# Castlevania: Aria of Sorrow
Castlevania: Aria of Sorrow (キャッスルヴァニア ～暁月の円舞曲～?, Kyassuruvania: Akatsuki no enbukyoku, lett. "Castlevania: Minuetto del Sole Rosso") è un videogioco a piattaforme con elementi action RPG sviluppato e pubblicato da Konami per Game Boy Advance nel 2003. È il terzo titolo sviluppato per Game Boy Advance e primo di una serie di episodi di Castlevania ambientati nel futuro.
Aria of Sorrow è ambientato nell'anno 2035, dopo che Dracula (nel 1999) è stato sigillato dopo una battaglia. La trama segue il viaggio di Soma Cruz, un adolescente a cui sono stati concessi poteri occulti dovuti al fatto di essere un potenziale ricettacolo della reincarnazione di Dracula, che combatte figure oscure che desiderano ereditare il potere del signore dei non morti. Il gioco incorpora la stessa combinazione di elementi dei giochi di piattaforma e dei videogiochi di ruolo del precedente gioco Castlevania: Symphony of the Night. Aria of Sorrow introduce diverse caratteristiche nella serie, come il sistema delle "Anime Tattiche" e impiega una trama futuristica in contrasto con l'ambientazione medievale di molti altri giochi della serie.
Sebbene Aria of Sorrow abbia venduto poco in Giappone, totalizzando 27 000 unità quasi un mese dopo la sua uscita, ha avuto un buon successo commerciale negli Stati Uniti, con oltre 158 000 copie vendute nei tre mesi successivi alla sua uscita. Aria of Sorrow ha ricevuto elogi da diverse testate videoludiche, ed è considerato da alcuni uno dei migliori giochi della serie Castlevania dai tempi di Symphony of the Night. Aria of Sorrow è stato ripubblicato come parte della linea Konami the Best di Konami il 3 novembre 2005 in Giappone, e in una doppia confezione con Castlevania: Harmony of Dissonance, intitolata Castlevania Double Pack, in Nord America l'11 gennaio 2006.

## Trama

### Ambientazione
Aria of Sorrow è ambientato nell'universo immaginario della serie di Castlevania. La premessa della serie è il conflitto tra i cacciatori di vampiri del clan Belmont e l'immortale vampiro Dracula. Trentasei anni prima dell'inizio di Aria of Sorrow, Dracula fu sconfitto una volta per tutte dal clan Belmont, e i suoi poteri sigillati in un'eclissi solare. Poco dopo la morte di Dracula, fu fatta una profezia che la reincarnazione di Dracula sarebbe giunta nel suo castello nel 2035 e avrebbe ereditato tutti i poteri del conte. Questa profezia funge da forza trainante della trama di Aria of Sorrow ed è la motivazione principale della presenza dei personaggi secondari. Il gioco si svolge nel castello di Dracula, l'ambientazione più comune della serie, che è suddiviso in numerose aree che il giocatore attraversa nel corso del gioco.

### Storia

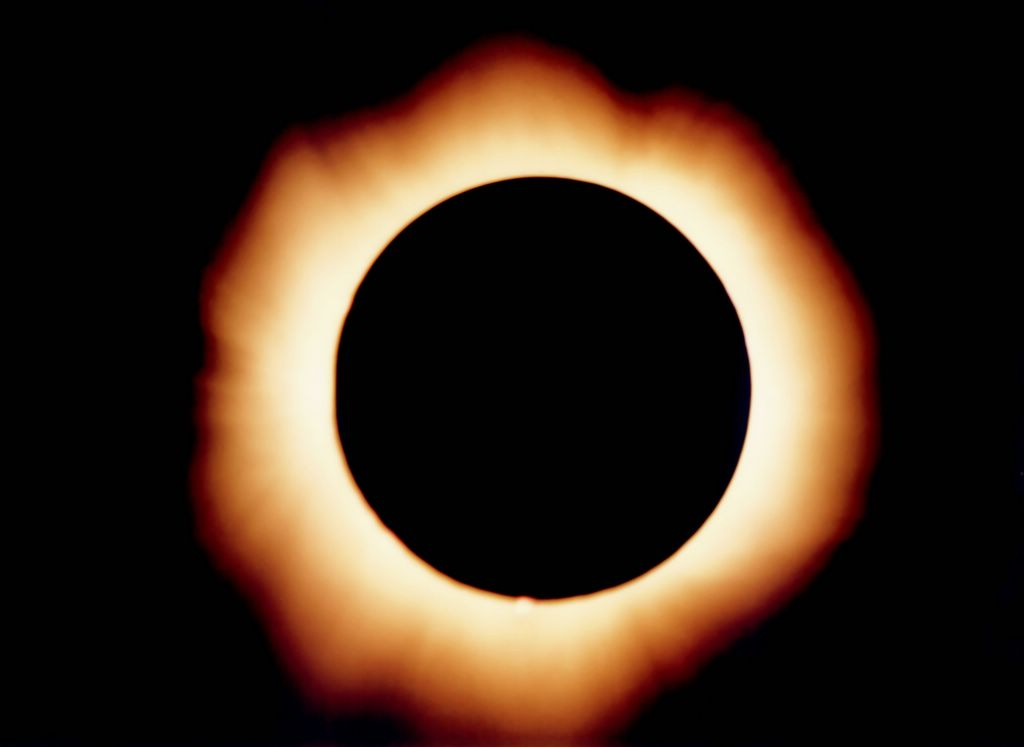
Eclissi solare del 1999, attraverso la quale, nella finzione narrativa, Julius Belmont ha sigillato Dracula.

La storia inizia nell'anno 2035, quando Soma Cruz, un ragazzo diciassettenne trasferitosi per studio in Giappone, visita il santuario di Hakuba con la sua amica d'infanzia Mina durante un'eclissi solare. I due vengono all'improvviso trascinati dall'eclissi in un misterioso castello, dove incontrano Genya Arikado, membro di una segretissima organizzazione governativa giapponese, che rivela loro che si trovano nel castello di Dracula. Arikado nota inoltre in Soma il Potere della Dominanza, ovvero la capacità di controllare il potere delle anime dei nemici sconfitti. Lasciata Mina all'ingresso, Soma entra nel castello e cerca, su consiglio di Arikado, "la camera del maestro".
Mentre Soma procede attraverso il castello, affronta diversi personaggi, ognuno presente a causa di una profezia relativa ai poteri di Dracula. Graham Jones, un missionario giunto al castello, fa amicizia con Soma. Graham spiega la natura del castello e rivela che Dracula, a lungo ritenuto immortale, è stato distrutto definitivamente nel 1999 e che i suoi poteri saranno trasmessi alla sua reincarnazione. Quando Soma procede ulteriormente nel castello, incontra la strega Yoko Belnades, che è presente per ordine della Chiesa cattolica romana. Yoko sta cercando Graham, che ritiene l'erede dei poteri di Dracula. Soma incontra inoltre Hammer, un membro dell'esercito degli Stati Uniti a cui è stato ordinato di recarsi al santuario di Hakuba, ma che ha rinunciato alla sua missione per dedicarsi alla vendita di beni. Infine, Soma incontra un uomo misterioso, che gli chiede della natura del suo potere. L'uomo rivela di avere un'amnesia e l'unica cosa che ricorda è che il suo nome inizia con "J".
Soma incontra di nuovo Graham e lo interroga sui sospetti di Yoko. Graham afferma che riceverà i poteri di Dracula, credendo di essere Dracula poiché è nato il giorno in cui Dracula è stato ucciso. Graham chiede la natura dei poteri di Soma, a cui Soma risponde che ha "il potere di governare", causando il panico e la fuga di Graham. Preoccupato, Soma confida questo incidente a Yoko, che consiglia a Soma di unirsi a lei per fermare Graham. Mentre Soma procede ulteriormente attraverso il castello, si imbatte in una scena in cui Graham pugnala Yoko con un coltello, non uccidendola ma ferendola gravemente. Graham si ritira e Yoko avverte Soma del potere di Graham. Arikado arriva, promette a Soma che si prenderà cura di Yoko e chiede a Soma di inseguire Graham. Soma incontra di nuovo "J", che rivela di essere Julius Belmont, l'uomo che ha sconfitto Dracula nel 1999.
Soma sale al mastio del castello e affronta Graham nella sala del trono. Sebbene l'unico desiderio di Soma sia lasciare il castello, Graham è convinto che Soma debba essere ucciso per aver assorbito le anime dei mostri del castello. Soma riesce a sconfiggere Graham, ma comprende di essere egli stesso la reincarnazione di Dracula. Julius, dopo aver scoperto ciò, si scontra con Soma, ma si trattiene e il ragazzo gli risparmia la vita, per poi fargli promettere di ucciderlo se cede all'oscurità. Soma riesce a sconfiggere la manifestazione del caos e si risveglia nel Santuario Hakuba con Mina, felice che il conflitto sia finito.

## Modalità di gioco
Aria of Sorrow presenta una visuale di gioco in 2D dalla quale si controlla il personaggio in terza persona per interagire con oggetti, persone e nemici. Così come nei giochi di ruolo, è possibile far salire di livello il protagonista aumentando i suoi punti esperienza tramite l'uccisione di nemici. Ogni volta che si sale di livello le statistiche del giocatore aumentano, rendendo più potente il protagonista. In alto a sinistra è possibile vedere i punti vita e i punti magia. Nel gioco è presente una grande quantità di armi e di corazze. Pur essendo ambientato nell'anno 2035, il gioco offre armi prevalentemente medievali, come lance, spade, dardi ed asce. Fra le poche armi moderne ci sono una pistola e un fucile al positrone. Ogni arma si differenzia per danno, velocità e portata. Aria of Sorrow è ambientato nel castello di Dracula, che si suddivide in numerose aree diverse. Ogni area si differenzia per aspetto, nemici e tema musicale. Così come in molte avventure dinamiche, molte aree potranno essere esplorate solo in seguito all'ottenimento di certe abilità.

### Anime Tattiche
Aria of Sorrow introduce il sistema delle Anime Tattiche, che permette al giocatore di assorbire le anime dei propri nemici per ottenere nuove abilità. Salvo poche eccezioni, tutti i tipi di nemici nel gioco possono alla fine produrre un'anima unica che può essere assorbita dal giocatore. Il tasso con cui vengono ottenute varia a seconda del nemico. I giocatori possono scambiare tra loro le anime ottenute, purché in possesso di due console Game Boy Advance e un cavo link.
Le anime forniscono una varietà di effetti e sono suddivise in quattro categorie: Bossolo (rosse), Custode (blu), Magia (gialle) e Abilità (argento): un giocatore può averne equipaggiata solo una per ciascun tipo contemporaneamente. Le anime Bossolo consentono al giocatore di consumare una certa quantità di punti magici per usare un'abilità, spesso una qualche forma di proiettile. Le anime Custode forniscono effetti continuati nel tempo, come la trasformazione in creature mitologiche o l'evocazione di famigli e consumano continuamente punti magici finché sono attive. Le anime Magia sono continuamente attive finché sono equipaggiate e forniscono un aumento delle statistiche o abilità, come la capacità di camminare sull'acqua. Il quarto tipo, anime Abilità, è trattato in modo diverso dagli altri tre: provengono infatti da nemici unici nel gioco e, una volta ottenute, rimangono attivi finché il giocatore non le disabilita, senza consumare punti magici.

### Modalità aggiuntive
Aria of Sorrow include modalità secondarie che permettono a un giocatore che ha già completato il gioco di rigiocarlo con tutti gli equipaggiamenti, i livelli e le anime che il giocatore aveva acquisito in un salvataggio precedente. Inoltre, è possibile iniziare il gioco in modalità Difficile, che offrono la stessa esperienza di gioco con un grado di sfida più elevato.
Dopo che il giocatore ha completato il gioco una volta è inoltre possibile accedere alle modalità "Anti-boss" , che permette di affrontare tutti i boss del gioco in rapida successione e "Julius", che consente di cominciare una nuova partita nei panni di Julius Belmont, qualora si inserisca Julius come nome del giocatore. Julius può usare fin da subito la scivolata e un supersalto sotto forma di un montante, e oltre alla frusta Ammazzavampiri, può usare le classiche armi secondarie. Non può però comprare oggetti, prendere anime o possedere soldi, e non sale nemmeno di livello: per aumentare le statistiche dovrà sconfiggere i boss.

## Sviluppo

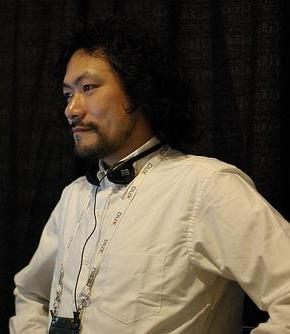
Il produttore Koji Igarashi, che ha guidato i team di produzione dei precedenti titoli di Castlevania, ha guidato lo sviluppo di Aria of Sorrow.

Aria of Sorrow è stato presentato in una conferenza stampa a San Francisco dal produttore esecutivo Koji Igarashi il 16 gennaio 2003. Igarashi aveva lavorato a precedenti giochi di Castlevania come Castlevania: Symphony of the Night e Castlevania: Harmony of Dissonance. Aria of Sorrow è stato messo in produzione insieme ad Harmony of Dissonance,pertanto i due giochi condividono motori di programmazione ed elementi di gioco simili. Le anime di Aria of Sorrow's Ability, ad esempio, forniscono al protagonista abilità innate come le reliquie di Harmony of Dissonance. Tuttavia, Igarashi affermò di voler provare un "percorso diverso" per la serie con Aria of Sorrow, ambientando il gioco in un ambiente futuristico. Ayami Kojima, che aveva precedentemente collaborato con Igarashi ai character design di Symphony of the Night e Harmony of Dissonance, prese parte al progetto. I design dei personaggi sono stati resi più contemporanei, utilizzando abiti moderni rispetto all'aspetto più medievale dei precedenti titoli. Nello sviluppare la storia del gioco, Igarashi si è basato in parte sulla profezia di Nostradamus di un "grande signore del male nel 1999" e sull'eclissi solare del 1999 nell'Europa orientale.
Una delle principali preoccupazioni di Igarashi durante lo sviluppo è stata quella di affrontare le critiche espresse riguardo ad Harmony of Dissonance. Igarashi aveva infatti notato che il comparto sonoro del gioco non era stata ben accolto e Michiru Yamane, che aveva precedentemente lavorato all'acclamata musica per Symphony of the Night, fu assunto come compositore, e focalizzò maggiori sforzi su questo aspetto. Mantenere comunque la qualità visiva di Harmony of Dissonance fosse l'obiettivo principale durante lo sviluppo, in quanto molti revisori avevano ritenuto che Harmony of Dissonance avesse eccelso nella grafica a scapito della qualità audio. Inoltre, lo staff ha cercato di migliorare il sistema di gioco della serie mantenendo gli elementi preferiti dai fan. Alcuni aspetti mancanti in Harmony of Dissonance, come stanze nascoste e muri fragili, vennero incorporati in Aria of Sorrow. Igarashi aggiunse la possibilità di scambiare le Anime attraverso il Cavo Link per aiutare i giocatori a raccoglierle tutte, cosa che credeva sarebbe stata difficile da realizzare in completa autonomia.

## Accoglienza
| Testata                        | Versione | Giudizio |
| ------------------------------ | -------- | -------- |
| Metacritic (media al 6-3-2021) | GBA      | 91/100   |
| 1UP.com                        | GBA      | B+       |
| Eurogamer                      | GBA      | 9/10     |
| Famitsū                        | GBA      | 36/40    |
| Game Informer                  | GBA      | 9,25/10  |
| GameSpot                       | GBA      | 8,6/10   |
| GameSpy                        | GBA      | 4,5/5    |
| GameZone                       | -        | 9,5/10   |
| IGN                            | GBA      | 9,3/10   |
| Nintendojo                     | GBA      | 9,3/10   |
| Pocket Gamer                   | GBA      | 4/5      |
| Pocket Gamer                   | Cell     | 4/5      |
| RPGFan                         | GBA      | 90/100   |
| RPGamer                        | GBA      | 4,5/5    |

Castlevania: Aria of Sorrow ha ricevuto il plauso della critica da diverse pubblicazioni di videogiochi e paragonato da molti a Castlevania: Symphony of the Night, ampiamente considerato il miglior gioco della serie Castlevania. Famitsū, una delle riviste di videogiochi più autorevoli in Giappone, ha assegnato al gioco un 36/40, il punteggio più alto che qualsiasi gioco della serie avesse mai ricevuto dalla testata. Nintendo Power lo ha definito il 22° miglior gioco realizzato su una console Nintendo. In Giappone, il gioco ha venduto 27 000 unità un mese dopo la sua uscita: un risultato tuttavia scadente per il franchise. Il gioco ha avuto tuttavia molto più successo negli Stati Uniti, con oltre 158 000 unità vendute in tre mesi.
Molti revisori hanno preso atto delle differenze del gioco rispetto ai suoi predecessori, Castlevania: Circle of the Moon e Castlevania: Harmony of Dissonance, e molti lo hanno dichiarato il gioco definitivo di Castlevania per Game Boy Advance. GameSpy ha affermato che Aria of Sorrow era "riuscito a sistemare praticamente tutto" rispetto ai suoi predecessori e l'ha definito "il miglior gioco portatile di Castlevania mai creato". RPGFan ha affermato che Aria of Sorrow avesse mostrato "la vera arte dello sviluppo del gioco: adattarsi e mutare se necessario, rimanendo tuttavia coerente". RPGamer ha acclamato Aria of Sorrow come uno dei migliori giochi pubblicati per Game Boy Advance.
Nel 2007 IGN lo ha classificato come il secondo miglior gioco per Game Boy Advance di tutti i tempi. Tim Turi di Game Informer lo ha classificato tra i migliori giochi della serie per Game Boy Advance. Ne ha elogiato il gameplay e la grafica, che avrebbe stabilito uno standard per i futuri giochi di Castlevania. GameZone lo ha classificato come il settimo miglior titolo della serie Castlevania e il migliore tra quelli per Game Boy Advance.
Il gameplay, in particolare il sistema delle Anime Tattiche, ha incontrato da più parti il favore della critica. RPGFan lo ha definito "coinvolgente e divertente" e GameSpot ha lodato la semplicità e la profondità del gameplay. RPGamer ha dichiarato che il gameplay era "solido al cento per cento", lodando i controlli e l'interazione con i nemici, così come il sistema delle Anime Tattiche. RPGFan ha affermato che il gioco aveva "la possibilità di essere il capitolo più venerato della serie, appena catturato dall'ombra di Symphony of the Night come i suoi predecessori". La lunghezza e la difficoltà del gioco sono state messe in discussione da diversi revisori. GameSpot ha notato che una singola giocata del gioco sarebbe durata solo dieci ore e che il giocatore è diventato "praticamente inarrestabile" nel corso del gioco. RPGamer ha fatto eco a questa valutazione, deridendo il fatto che il gioco "non ha mai offerto una grande sfida", ma ha notato che il "divertimento semplicistico" del gameplay ha risolto questo problema.
La grafica e l'audio del gioco sono stati ampiamente apprezzati dai revisori. RPGFan ha esaltato gli ambienti del gioco definendoli "stupendi e ben strutturati" e ha notato che, sebbene il gioco non avesse raggiunto il livello di qualità grafica stabilito da Symphony of the Night, era comunque più che valido. GameSpy ha definito la grafica "nitida, chiara e colorata", con "buona animazione su sprite facilmente visualizzabili". GameSpy ha inoltre notato che l'audio del gioco, una caratteristica particolarmente criticata di Harmony of Dissonance, era "adatto e ben composto". Prima dell'uscita del gioco, IGN ha commentato che la musica era "davvero buona". GameSpot, sebbene avesse etichettato la musica come "per lo più dimenticabile", ha affermato che era di gran lunga migliore dell'audio di Harmony of Dissonance e ha celebrato l'audio individuale usato per i nemici.
In termini di trama e personaggi, RPGamer ha accolto con favore la profondità dei personaggi e l'enfasi posta nelle personalità e nello sviluppo di quelli secondari, affermando che i precedenti giochi di Castlevania ignoravano lo sviluppo di questi ultimi in favore di quella del protagonista. IGN ha definito il finale del gioco "incredibilmente insoddisfacente e deludente", ma ha lodato il cambiamento rispetto alla trama convenzionale della serie, in cui un membro del clan Belmont sconfigge Dracula con l'aiuto di una serie di personaggi secondari. GameSpy ha criticato la presenza di una "donna debole che ha bisogno di protezione" e di un "uomo dall'aspetto effeminato che fa tutte le uccisioni" come elementi stereotipati di Castlevania, ma ha notato che lo "scenario potente e avvincente" del gioco era il migliore della serie dai tempi di Symphony of the Night.

## Seguito e ulteriori pubblicazioni
Grazie al successo riscosso da Aria of Sorrow, nel maggio del 2005 venne distribuito il seguito del gioco, Castlevania: Dawn of Sorrow. Aria of Sorrow venne poi distribuito nuovamente il 3 novembre 2005 in Giappone e Nord America come parte della linea di videogiochi giapponese "Konami the Best", e il gennaio 2006 nel Castlevania Double Pack, assieme a Harmony of Dissonance.
Grazie al successo riscosso da Castlevania: Aria of Sorrow, nel maggio del 2005 venne distribuito il seguito del gioco, Castlevania: Dawn of Sorrow. In un'intervista, Koji Igarashi ha infatti affermato che il sistema delle Anime Tattiche di Aria of Sorrow, così come la storia di Soma Cruz, sarebbero state sprecate se presenti in singolo titolo. Il gioco venne pubblicato nuovamente sia in Giappone che negli Stati Uniti: il 3 novembre 2005 il gioco è stato reso disponibile come parte della serie "Konami the Best" di Konami in Giappone; mentre negli Stati Uniti è stato commercializzato l'11 gennaio 2006 insieme ad Harmony of Dissonance, in un pacchetto unico chiamato Castlevania: Double Pack.
Il gioco è stato ripubblicato il 23 settembre 2021 nella Castlevania Advance Collection insieme a Circle of the Moon, Harmony of Dissonance e Dracula X per PlayStation 4, Xbox One, Nintendo Switch e Microsoft Windows.